# Стара Гута (Баранівська міська громада)
Стара Гу́та — село в Україні, у Баранівській міській громаді Звягельського району Житомирської області. Населення становить 632 осіб.

## Географія
Село розташоване на лівому березі річки Случ.

## Історія
Колишня назва Гутка.
В урочищі Борний Дуб, в 2 км південніше села, знайдено 9 курганів.
У 1906 році село Баранівської волості Новоград-Волинського повіту  Волинської губернії. Відстань від повітового міста 39 верст, від волості 4. Дворів 61, мешканців 356.
З грудня 1966 року у складі Баранівського району.
27 липня 2016 року село увійшло до складу новоствореної Баранівської міської територіальної громади Баранівського району Житомирської області. Від 19 липня 2020 року, разом з громадою, в складі новоствореного Новоград-Волинського (згодом — Звягельський) району Житомирської області.

## Населення

### Мова
Розподіл населення за рідною мовою за даними перепису 2001 року:
| Мова            | Відсоток |
| --------------- | -------- |
| українська      | 98,73%   |
| російська       | 0,79%    |
| інші/не вказали | 0,48%    |